# Miguel Ángel Uzquiza González
Miguel Ángel Uzquiza González (Burgos, 1951) és un polític i pedagog basc d'origen castellà. Professor d'Ensenyament Mitjà, és funcionari docent en serveis especials del Parlament Basc. Ha estat Cap de Serveis Territorials de l'Alta Inspecció d'Educació al País Basc (1986-1991) i Director General d'Administració Educativa del Govern Basc (1991-1994). Militant del PSE-EE, ha estat diputat al Parlament Basc el 2002-2004, regidor de l'ajuntament de Villabuena de Álava el 2003-2007 i senador per Àlaba a les eleccions generals espanyoles de 2004 i 2008.